# Wang Po-hsiang
Wang Po-hsiang (* 20. November 2000) ist ein taiwanischer Eishockeyspieler, der seit 2022 in der taiwanesischen Nationalmannschaft spielt.

## Karriere
Im Juniorenbereich spielte Wang bei der U18-Weltmeisterschaft der Division III 2017, der U20-Weltmeisterschaft der Division III 2017 und der Qualifikation zur U20-Weltmeisterschaft der Division III 2018 in für Taiwan.
Seinen ersten Einsatz für die taiwanesischen Herren hatte er bei der Weltmeisterschaft 2022 in der Division III. Auch 2023, als der erstmalige Aufstieg der Taiwaner in die Division II gelang, spielte er in der Division III.  Bei der Weltmeisterschaft 2024 spielte er erstmals in der Division II. Zudem stand er im Aufgebot seines Landes bei der Olympiaqualifikation für die Winterspiele in Mailand 2026.

## Erfolge und Auszeichnungen
- 2023 Aufstieg in die Division II, Gruppe B, bei der Weltmeisterschaft der Division III, Gruppe A